# Cotangente
La cotangente, abreviado como cot, cta o cotg, es la razón trigonométrica inversa de la tangente, o también su inverso multiplicativo:
{\displaystyle \cot \alpha ={\frac {1}{\operatorname {tg} \alpha }}={\frac {b}{a}}}

## Forma geométrica
Si trazamos una recta horizontal que pase por F, corta a la recta r en G, con esto tenemos:
{\displaystyle \cot \alpha ={\frac {1}{\operatorname {tg} \alpha }}={\frac {\overline {AC}}{\overline {CB}}}={\frac {\overline {FG}}{\overline {AF}}}={\frac {\overline {FG}}{1}}={\overline {FG}}}
Otro planteamiento se hace trazando la recta perpendicular a r por B, que corta el eje y en K, con lo que tenemos:
{\displaystyle \cot \alpha ={\frac {\overline {KB}}{\overline {AB}}}={\frac {\overline {KB}}{1}}={\overline {KB}}}
Con lo que tenemos otra representación geométrica distinta de la anterior.

## Tangente y cotangente de un ángulo
Partiendo de la definición de cotangente como la inversa de la tangente:
{\displaystyle \cot \alpha ={\frac {1}{\operatorname {tg} \alpha }}}
y conociendo la función tangente de un ángulo:
podemos ver que para los valores en los que la tangente vale cero, la cotangente se hace infinito, si la función tangente tiende a cero desde valores negativos la cotangente tiende a: {\displaystyle -\infty }.
{\displaystyle \lim _{\alpha \to 0^{-}}\operatorname {tg} (\alpha )=0^{-}}
{\displaystyle \lim _{\alpha \to 0^{-}}\cot(\alpha )={\cfrac {1}{{\underset {\alpha \to 0^{-}}{\lim }}\operatorname {tg} (\alpha )}}={\cfrac {1}{0^{-}}}=-\infty }
mientras que cuando la tangente tiende a cero desde valores positivos la cotangente tiende a: {\displaystyle +\infty }.
{\displaystyle \lim _{\alpha \to 0^{+}}\operatorname {tg} (\alpha )=0^{+}}
{\displaystyle \lim _{\alpha \to 0^{+}}\cot(\alpha )={\cfrac {1}{{\underset {\alpha \to 0^{+}}{\lim }}\operatorname {tg} (\alpha )}}={\cfrac {1}{0^{+}}}=+\infty }
Este razonamiento de la tangente sobre la cotangente es recíproco para los valores en los que la cotangente se hace cero. Es fácil de ver que cuando la tangente de un ángulo vale uno, la cotangente de ese mismo ángulo también vale uno.